# Эскубло, Франсуа д’
Франсуа д’Эскубло (фр. François d'Escoubleau; ум. 20 марта 1602, Париж), маркиз д'Аллюи и де Сурди — французский военный и государственный деятель.

## Биография
Сын Жана д'Эскубло, сеньора де Ла-Шапель-Беллуан, и Антуанетты де Брив.
Граф де Ла-Шапель-Беллуан, сеньор де Жуи, д'Оно, дю Плесси-Лоне и де Мондубло, капитан роты пятидесяти тяжеловооруженных всадников, государственный советник.
21 декабря 1585 был пожалован Генрихом III в рыцари орденов короля; цепь ордена Святого Духа получил 31 декабря.
Своей карьерой в значительной степени обязан жене, которая была любимой теткой Габриели д'Эстре, придворной дамой Екатерины Медичи и любовницей канцлера Филиппа Юро де Шеверни.
Сторонник Генриха IV, участвовал в битвах при Кутра и Иври. Был назначен первым конюшим Большой королевской конюшни и губернатором Шартра, но не имел достаточных сил для удержания города и был изгнан жителями, вставшими на сторону Католической лиги. После взятия Шартра королевскими войсками в 1591 году стал генеральным наместником при губернаторе Юро де Шеверни.
Большинство мемуаристов отзывается о Франсуа д’Эскубло дурно; Пуллен де Сен-Фуа объясняет это тем, что «зависть и ненависть всегда сопутствуют фавору», и считает доказанной только его алчность. По словам этого историографа, «у него была метресса, благородного происхождения, но очень бедная; ей едва хватало на самое необходимое; его жена, которой ее показали, послала ей белье, одежду, мебель и кошель, полный золота».

## Семья
Жена (8.07.1572): Изабо Бабу де Лабурдезьер (ок. 1551—1625), дама д’Аллюи и де Шиссе, придворная дама Екатерины Медичи (1567—1578), дочь Жана Бабу, сеньора де Лабурдезьера, и Франсуазы Роберте, дамы д’Аллюи
Дети:
- Франсуа (25.10.1574—8.02.1628), архиепископ Бордо, кардинал
- Мари (1579 — после 1618). Муж 1): Клод дю Пюи, сеньор де Ватан; 2) Рене де Фруле (1570—1628), граф де Тессе
- Катрин-Мари  (1580—17.01.1615), дама де Крюзи. Муж (контракт 2.04.1597): граф Шарль-Анри де Клермон-Тоннер (1571—1640)
- Мадлен (1581—10.04.1665), аббатиса Нотр-Дам-де-Сен-Поль-ле-Бове
- Виржиналь (1584—1602), маркиз д'Аллюи, граф де Ла-Шапель-Беллуан. Жена (ок. 1601): Катрин Юро де Шеверни (3.07.1583—13.04.1615), дочь Филиппа Юро де Шеверни, канцлера Франции, и Анн де Ту
- Изабель (1586 — после 1606). Муж: Луи Юро (1584 — после 1639), граф де Лимур, сын Филиппа Юро де Шеверни
- Шарль (1588—21.12.1666), маркиз де Сурди и д'Аллюи. Жена (24.11.1612): Жанна де Монлюк (ок. 1594—2.05.1657), графиня де Караман, принцесса де Шабанне, дочь Адриена де Монтескью-Монлюка и Жанны де Фуа
- Анри (5.11.1594—18.06.1645), архиепископ Бордо